# Christianity Today
Christianity Today – chrześcijańskie czasopismo ewangelikalne, założone w 1956 przez pastora Billy'ego Grahama, z siedzibą w Carol Stream, w Illinois, w Stanach Zjednoczonych. Nakład czasopisma wynosi 130.000, w każdym miesiącu profil internetowy magazynu otwierany jest przez ponad 2,5 miliona czytelników. Pismo prezentuje konserwatywne stanowisko w kwestiach teologicznych i liberalne w kwestiach społecznych.